# كونينكبرت ملك اللومبارد
كونينكبرت أو كونيبرت كان ملك اللومبارد بين 688 و700. خلف أباه بيركتاريت رغم أن اسمه ارتبط بالعرش منذ 678.